# Panzisjukhuset
Panzisjukhuset är ett sjukhus i Bukavu i Södra Kivu i Kongo-Kinshasa som har  specialiserat sig på gynekologiska rekonstruktioner efter sexuella övergrepp. Det ägs och drivs av "Communauté des Eglises de Pentecôte en Afrique Centrale".
Sjukhuset grundades av läkaren och fredspristagaren
Denis Mukwege och har byggts upp med stöd av bland andra Läkarmissionen och Sida. 
Mer än 70 000 patienter har hittills (2022) fått vård på sjukhuset efter sexuella övergrepp.
Förlossningsavdelningen, som har upp till 3 500 förlossningar om året, kommer att  byggas ut. White arkitekter har i samarbete med bland andra Göteborgs universitet och Chalmers tekniska högskola ritat en ny  patientavdelning med små enheter för 8-16 patienter vardera, i enkel- eller dubbelrum med plats för familjemedlemmar.
Omkring hälften av patienterna på sjukhuset vårdas gratis för skador efter våldtäkter eller förlossningar som gått snett. Resten är vanliga patienter, både kvinnor och män, som vårdas mot betalning.